# Ferdinand Bie
Ferdinand Bie (Noruega, 16 de febrero de 1888-9 de noviembre de 1961) fue un atleta, especialista en la prueba de pentatlón en la que llegó a ser campeón olímpico en 1912.

## Carrera deportiva
En los JJ. OO. de Estocolmo 1912 ganó la medalla de oro en la competición de pentatlón, consiguiendo 16 puntos, empatado con el estadounidense Jim Thorpe, y superando a otro estadounidense James Donahue (plata) y al canadiense Frank Lukemann (bronce con 24 puntos).